# Fritz Schulz (Politiker)
Fritz Schulz (* 30. August 1910 in Breslau; † 10. Oktober 1991 in Bad Bevensen) war ein deutscher Politiker (BHE) und Mitglied des Niedersächsischen Landtages.

## Leben
Nachdem er in Naumburg (Saale) die Schule 1928 mit Abitur abgeschlossen hatte, studierte Fritz Schulz Medizin und schloss sein Studium 1933 in Leipzig mit dem Staatsexamen und einer medizinischen Promotion ab. Danach absolvierte er ein praktisches Jahr bei Ferdinand Sauerbruch in der Berliner Charité. Bis zum Jahr 1936 war Arzt bei der Marine und bei der Luftwaffe, im Anschluss unternahm er Reisen in das Ausland bis 1938 und arbeitete bis zum Beginn des Zweiten Weltkrieges in Breslau an einem neurologischen Forschungsinstitut. Im Jahr 1939 nahm er am Überfall auf Polen teil. Von 1940 bis 1945 arbeitete er dann in Oberschlesien als Leiter eines Krankenhauses. Sein Privathaus wurde im Jahr 1943 völlig zerstört; er selbst erlitt im Krieg eine schwere Verletzung. Zu Kriegsende flüchtete er nach Bayern und lebte dort bis 1948, im Folgejahr wurde er in Bad Zwischenahn ärztlicher Direktor und Eigner eines Sanatoriums.
Vom 6. Mai 1951 bis 5. Mai 1955 war er Mitglied des Niedersächsischen Landtages (2. Wahlperiode). Er galt zusammen mit Wilhelm Stuckart als Verbindungsmann zur Ende 1952 verbotenen SRP. Bis zum 30. Juni 1952 war er Mitglied der BHE-Fraktion, vom 1. Juli 1952 bis 18. März 1953 in der Gruppe der Abgg. Büchler u. Gen., ab 19. März 1953 in der Gruppe Deutsche Reichspartei, ab 9. Oktober 1953 in der Fraktion Mitte und schließlich ab 14. Januar 1955 fraktionslos.